# Rukosaari
Rukosaari är en ö i Finland. Den ligger i sjön Kiimajärvi och i kommunen Sastamala i den ekonomiska regionen  Sydvästra Birkaland och landskapet Birkaland, i den sydvästra delen av landet, 180 km nordväst om huvudstaden Helsingfors. Öns area är 4,5 hektar och dess största längd är 430 meter i sydöst-nordvästlig riktning.